# Звонецкий сельсовет
Звоне́цкий сельсовет (бел. Зване́цкі сельсавет) — административная единица на территории Рогачёвского района Гомельской области Беларуси. Административный центр — агрогородок Звонец.

## История
13 августа 1964 года в состав Звонецкого сельсовет включён посёлок Ильич, входивший в состав Журавичского сельсовета.
В 2018 году на территории сельсовета упразднён посёлок Гумнище.

## Состав
Звонецкий сельсовет включает 5 населённых пунктов:
- Борхов — деревня.
- Дружба — деревня.
- Звонец — агрогородок.
- Ильич — посёлок.
- Шапчицы — деревня.

Упразднённые населённые пункты:
- Гумнище — посёлок[2]